# Les Guerriers de l'enfer (film, 1978)
Pour les articles homonymes, voir Les Guerriers de l'enfer et Who'll Stop the Rain.
Pour plus de détails, voir Fiche technique et Distribution.
Les Guerriers de l'enfer (Who'll Stop the Rain) est un film américain réalisé par Karel Reisz en 1978.

## Synopsis
Ray Hicks revient du Viêt-Nam en rendant un service à son copain, John, mais pas n'importe quel service : faire passer deux kilos d'héroïne. Quand il dépose le paquet chez l'épouse de John, tout se complique : ils deviennent la proie d'agents fédéraux corrompus.

## Fiche technique
- Autre titre anglais : Dog Soldiers
- Scénario : Judith Rascoe et Robert Stone, d'après son roman éponyme Les Guerriers de l'enfer (Dog Soldiers)
- Production : Herb Jaffe, Gabriel Katzka (en), Sheldon Schrager, Roger Spottiswoode pour Katzka-Jaffe
- Musique : Laurence Rosenthal
- Photographie : Richard H. Kline et Ronnie Taylor (prises de vues additionnelles)
- Direction artistique : Dale Hennesy
- Costumes : William Ware Theiss et Donfeld (pour Tuesday Weld)
- Durée : 126 min
- Pays de production :  États-Unis
- Langue : anglais
- Couleur : Technicolor
- Son : Mono
- Classification : Canada : 18A (vidéo) / États-Unis : R
- Dates de sortie : 
  - États-Unis : 2 août 1978
  - France : 23 août 1978

## Distribution
- Nick Nolte (VF : Michel Creton) : Ray Hicks
- Tuesday Weld (VF : Annie Sinigalia) : Marge Converse
- Michael Moriarty (VF : François Leccia) : John Converse
- Anthony Zerbe (VF : Jean-Claude Balard) : Antheil
- Richard Masur (VF : Serge Sauvion) : Danskin
- Ray Sharkey (VF : Pierre Arditi) : Smitty
- Gail Strickland : Charmian
- Charles Haid (VF : Jacques Dynam) : Eddie Peace
- David Opatoshu (VF : Claude Dasset) : Bender
- Joaquín Martínez : Angel
- James Cranna (VF : Michel Bardinet) : Gerald
- Timothy Blake (VF : Évelyn Séléna) : Jody
- Shelby Balik : Janey
- Jean Howell : Edna
- John Durren (VF : Raoul Delfosse) : Alex, le barman
- José Carlos Ruiz (VF : Serge Lhorca) : Pidio Galindez
- Jonathan Banks (VF : José Luccioni (acteur)) : un marine dans la Jeep, au début du film

## Récompenses
- Sélection officielle au Festival de Cannes 1978 en vue de la Palme d'or en faveur de Karel Reisz
- Nommé à la Writers Guild of America de 1979 en vue d'un WGA Award pour le meilleur drame adapté d'une autre  œuvre (Best Drama Adapted from Another Medium) en faveur de Judith Rascoe et Robert Stone.

### Articles annexes
- Psychotrope au cinéma et à la télévision